# Sondelfingen
Sondelfingen ist ein Ortsteil von Reutlingen. Der Ort wurde am 1. April 1939 nach Reutlingen eingemeindet und ist mit mehr als 6000 Einwohnern der drittgrößte Stadtteil. In den 1950er- und 1960er-Jahren vollzog sich der Strukturwandel vom bäuerlichen Dorf zu einem modernen Stadtbezirk.

## Geographie
Sondelfingen liegt nördlich der Achalm am westlichen Hang des Reichenbachtals und rund zwei Kilometer nordöstlich der Reutlinger Kernstadt.

## Geschichte
Ab dem 11. Jahrhundert gehörte Sondelfingen zur Grafschaft Achalm. 1609 wurde das Dorf als selbstständige Gemeinde dem Oberamt Urach eingegliedert. Das Oberamt Urach wurde 1938 aufgelöst, so kam Sondelfingen zum Landkreis Reutlingen und wurde am 1. April 1939 nach Reutlingen eingemeindet.

## Bauwerke

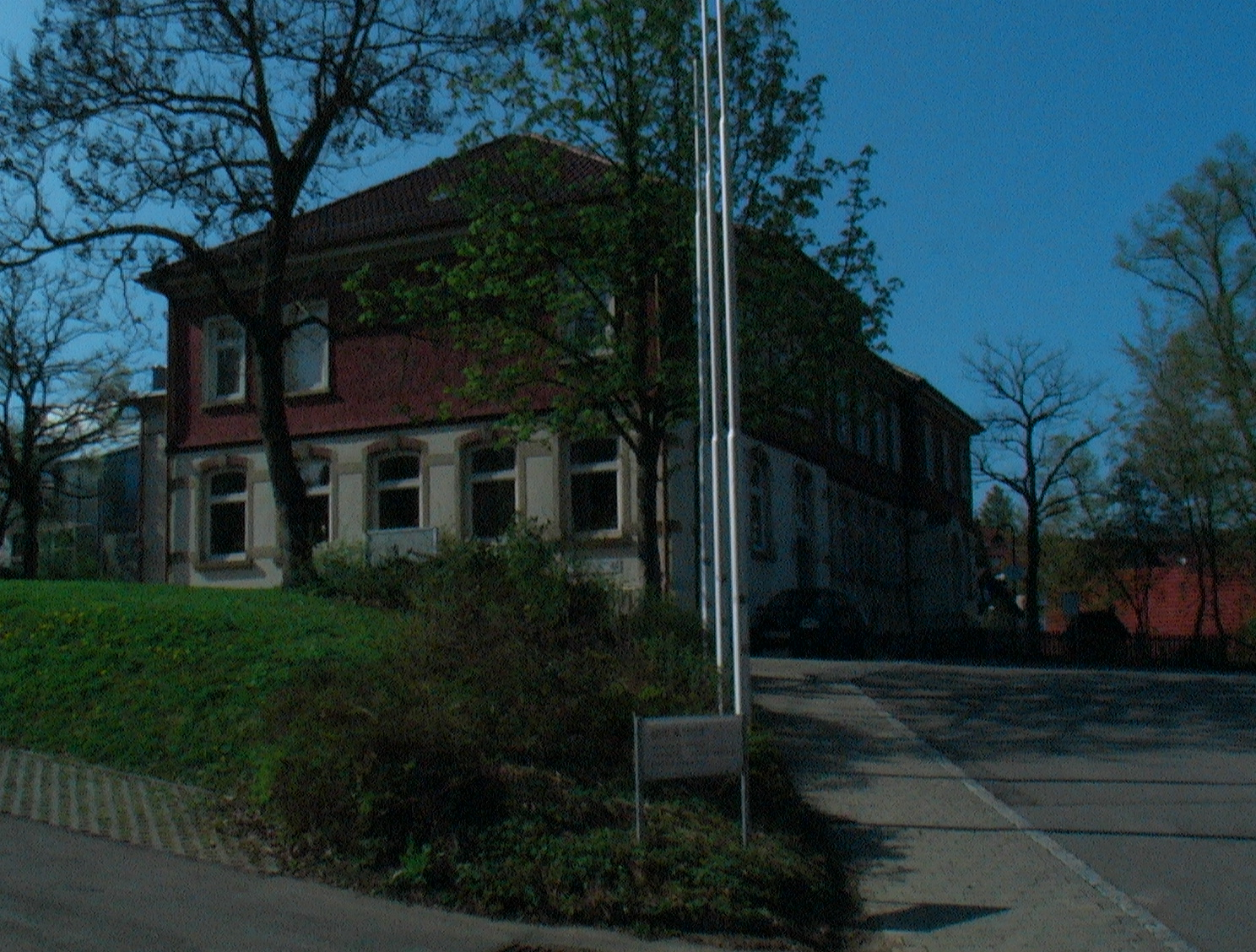
Rathaus Sondelfingen

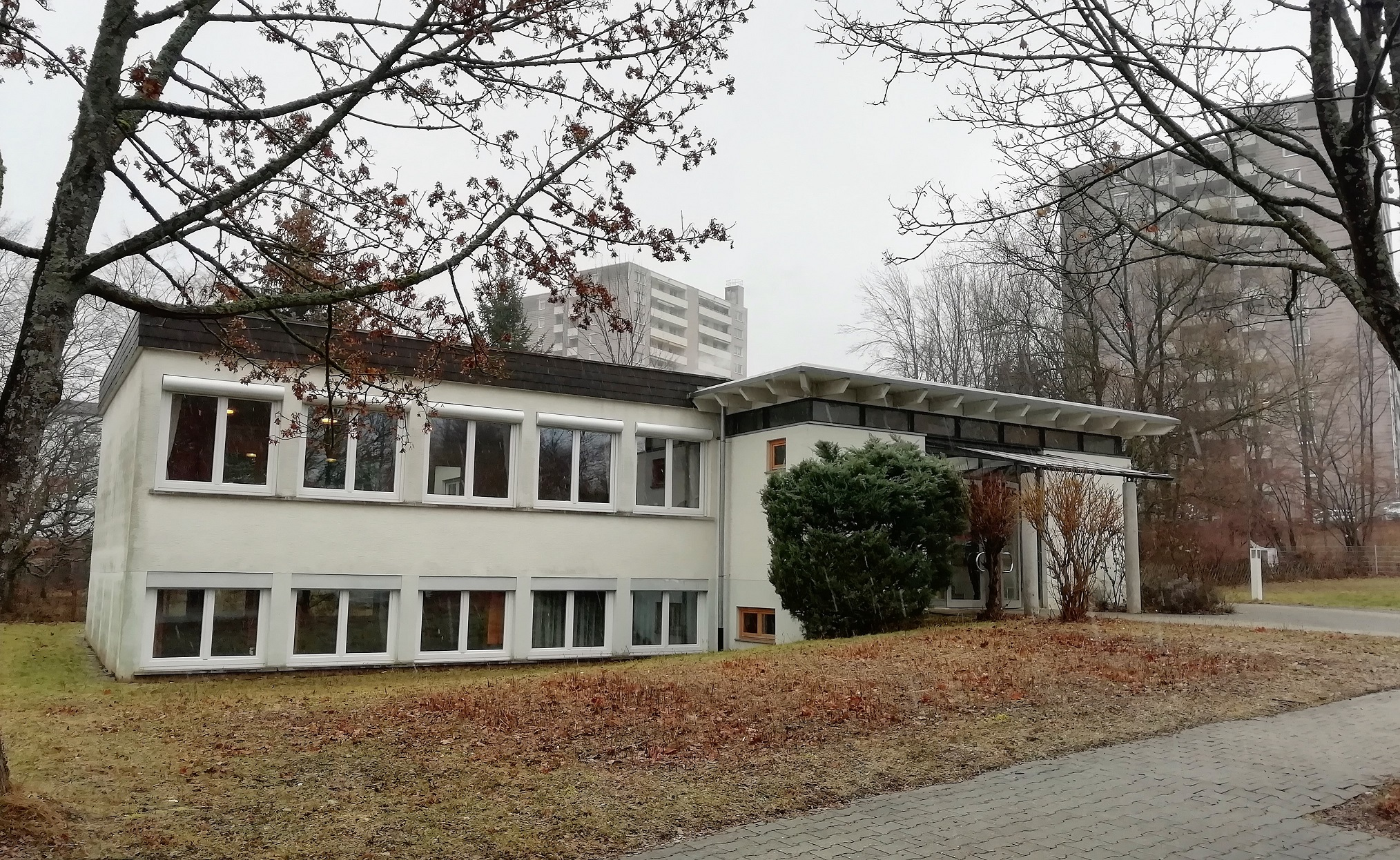
Evangelisches Gemeindehaus Sondelfingen Efeu

- Evangelisches Gemeindehaus Sondelfingen EfeuRathaus bzw. Alte Schule (Reichenecker Straße)
- Evangelische Johanneskirche
- Evangelische Stephanuskirche: 1275 wurde die Stephanuskirche erstmals im Zehntbuch der Diözese Konstanz erwähnt. Bis ins 17. Jahrhundert war der kleine Kirchenraum mit der Sakristei zusammengebaut. Bei ihr handelt es sich vermutlich um die Urkirche des Ortes. Die älteste Bausubstanz, die heute noch vorhanden ist, datiert aus dem 12. Jahrhundert. Einige Jahrzehnte nach dem Dreißigjährigen Krieg wurden an der Stephanuskirche bedeutende Veränderungen an ihrem Erscheinungsbild vorgenommen. Die Kirche wurde nach Süden erweitert, der Innenraum neu gestaltet, die Nordwand mit den 12 Aposteln und die Ost- und Südwand mit Szenen und Zitaten aus der Bibel geschmückt. Die Balken- und Deckenbohlen der Holzdecke wurden mit reich verzierter Bemalung versehen. 1769 bis 1771 erfolgte die letzte Erweiterung der Kirche. Bei den Arbeiten wurde ein Teil der Bilder von 1686 zerstört bzw. unter Putz und Täfelung versteckt. Bei einer Untersuchung im Jahr 1970 wurden an der Ostwand gotische Malereien aus dem ersten Jahrzehnt des 14. Jahrhunderts gefunden. Sie stellen die beiden Heiligen Andreas und Matthias dar, flankiert von Spruchbändern mit ihren Namen. Die Bemalung von 1686 wurde bei einer Renovierung 1980/81 wieder freigelegt.
- Pfarrhaus: Baujahr 1783
- Evangelisches Gemeindehaus Efeu (Rangenbergstraße)
- Neuapostolische Kirche

## Wappen
Der Schild ist in zwei Hälften geteilt. Eine Hälfte mit drei schwarzen Hirschstangen erinnert an den schrittweisen Kauf des Ortes von Württemberg. Die zweite Hälfte ist dem Wappen der Achalmgrafen nachempfunden, allerdings mit veränderten Farben.

## Verkehr
In der Nähe von Sondelfingen liegt die hier autobahnartig ausgebaute Bundesstraße 28, die in östlicher Richtung nach Metzingen oder Bad Urach, und in westlicher Richtung nach Tübingen führt. Anschluss nach Stuttgart bieten die B 464 und die B 312.
Durch Sondelfingen selber führt die Landesstraße 378A, über die man nach Rommelsbach und Metzingen, oder in anderer Richtung an die Reutlinger Kernstadt Anschluss hat.
Sondelfingen befindet sich im Verkehrsverbund Neckar-Alb-Donau (naldo) in der Wabe 220. Der Ort hat einen Haltepunkt an der Bahnstrecke Plochingen–Immendingen, er wird von der Regionalbahnlinie RB 63 Herrenberg–Tübingen–Metzingen–Bad Urach bedient.
Der Busverkehr wird über die Stadtbusse der Reutlinger Stadtverkehrsgesellschaft abgewickelt, wobei Sondelfingen von den Linien 6 und 7 direkt angefahren und von der Linie 1 auf dem Weg nach Orschel-Hagen nur gestreift wird. An den Wochenenden durchfahren zwei Linien des Nachtverkehrs N7 und N8 die Ortschaft Sondelfingen.